# 岩瀬駅前土地区画整理事業

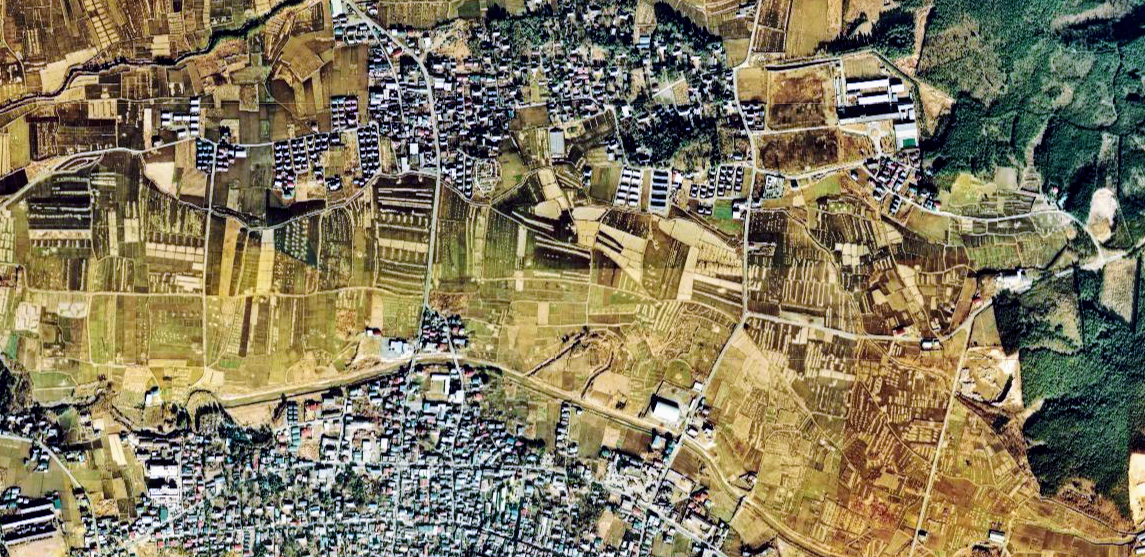
事業前

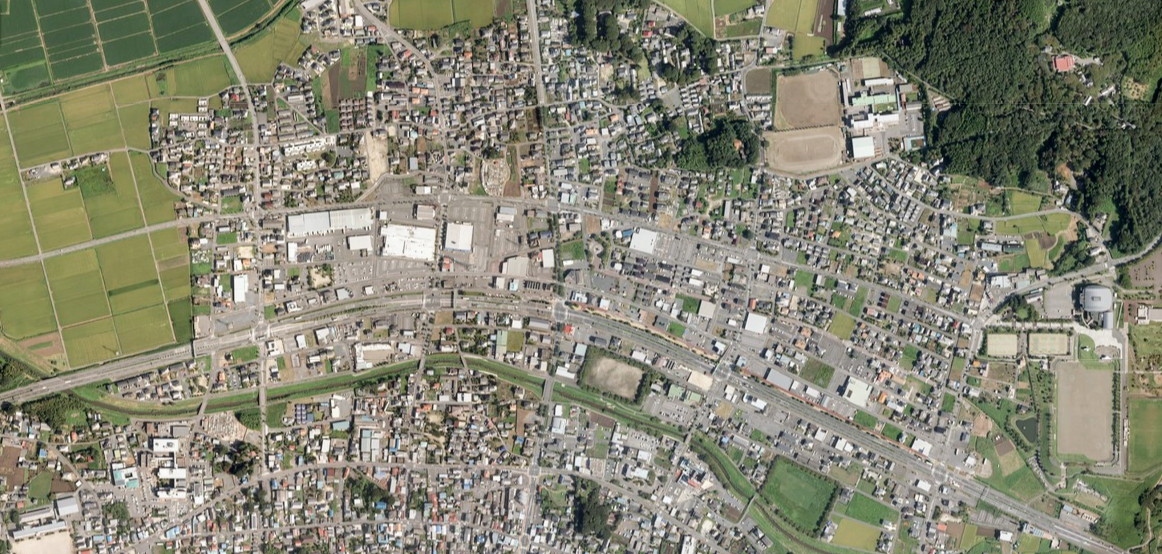
事業後

岩瀬駅前土地区画整理事業（いわせえきまえとちくかくせいりじぎょう）は、茨城県岩瀬町（現、桜川市）の土地区画整理事業。現行政地名は明日香、富士見台、御領、東桜川、西桜川。

## 開発の経緯
1980年に開通した国道50号岩瀬バイパスの開通を受けバイパス沿いが開発される際のスプロール現象が懸念されたため、1982年に地域組合を結成し組合主導で開発されることになった。面積77.1ha、地権者221名、総工費48億7000万円。

## 施行地区・事業内容

### 施行地区[5]
- 大字岩瀬の小字
  - 宮田，成山，代の下の全域
  - 山王，古田，十五日田，若宮，御領，十枚内，番匠免，本内の各一部
- 大字青柳の小字
  - 成山，久保田，宮田の全域
  - 中畑，本内，向山の各一部
- 大字鍬田の小字
  - 八幡久保，烏川，合ノ田の各一部

### 事業内容
- 都市計画[6] に基づく道路新設

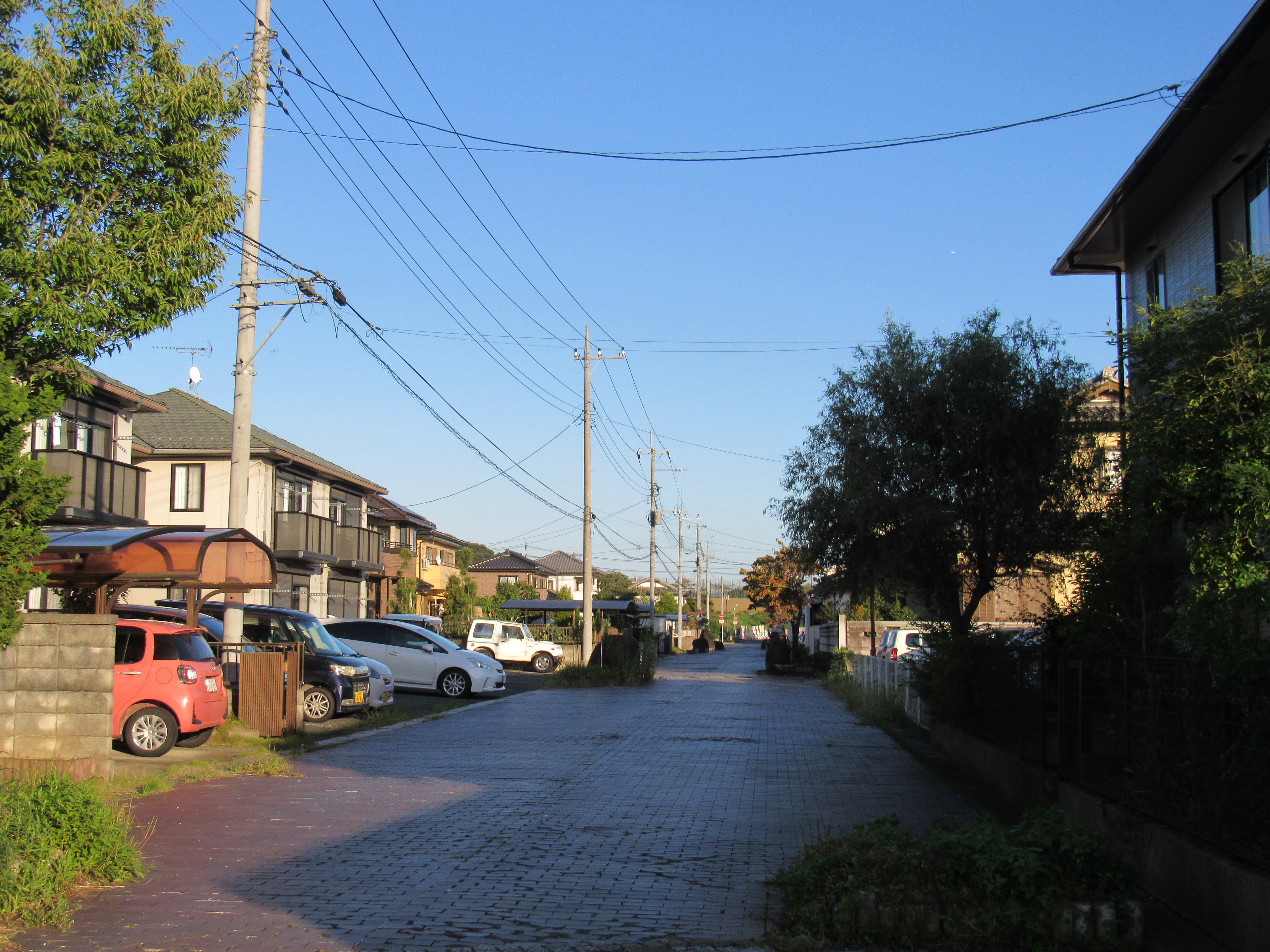
いわせコモンモール

  - 鍬田大岡線(現︰鍬田本田〜総合運動公園)
  - 岩瀬駅前富谷線(現︰岩瀬駅入口交差点〜富谷)
  - 東区元岩瀬線(現︰山王橋〜岩瀬高校)
  - 西区富谷線(現︰大神宮〜富谷交差点)
  - 青柳線(現︰雇用促進住宅〜総合運動公園)
  - いわせコモンモール(現︰富士見台2丁目〜明日香公園)
  - その他街路
- 都市公園の整備
  - 明日香公園
  - 北1,3号公園
  - 南1,2号公園
- 土地造成
- 調整池の整備
- 商業施設の誘致

## 沿革
- 1976年(昭和51年)12月：国道50号岩瀬バイパス事業着手
- 1977年(昭和52年)5月27日：町より区画整理予定地区関係区長を参集し、事業概要の説明と協議[3]
- 1978年(昭和53年)3月7日：岩瀬駅前土地区画整理事業推進委員会設立[3]
- 1980年(昭和55年)：国道50号岩瀬バイパスが全線開通
- 1982年(昭和57年)
  - 3月8日：岩瀬駅前土地区画整理事業 都市計画決定
  - 3月29日：岩瀬駅前土地区画整理事業認可
  - 7月29日︰岩瀬駅前土地区画整理組合設立認可[6]
  - 8月1日：岩瀬駅前土地区画整理事業組合設立総会[3]
- 1991年(平成3年)7月15日︰事業完了

## 地区割
事業の進行に伴う換地処分に伴い、大字岩瀬、大字青柳、大字鍬田の各一部が明日香、富士見台、御領、東桜川、西桜川に住所が変更された。岩瀬 (桜川市)#地区割を参照。
| 現在の地区 | 現在の地区 | 旧小字(公営住宅名や地番表示等に使用される)                                           |
| ---------- | ---------- | ------------------------------------------------------------------------------------ |
| 東桜川     | 一丁目     | ・大字岩瀬字山王、十枚内、宮田 の各一部                                              |
| 東桜川     | 二丁目     | ・大字岩瀬字山王、宮田、成山 ・大字青柳字成山 の各一部                               |
| 東桜川     | 三丁目     | ・大字岩瀬字宮田 ・大字青柳字宮田、成山、久保田、中畑ケ の各一部                     |
| 西桜川     | 一丁目     | ・大字岩瀬字山王、十枚内、古田、十五日田 の各一部                                    |
| 西桜川     | 二丁目     | ・大字岩瀬字古田、十五日田、御領、十枚内 の各一部                                    |
| 西桜川     | 三丁目     | ・大字岩瀬字十五日田、若宮 ・大字鍬田字八幡久保、合ノ田、烏川 の各一部               |
| 御領       | 一丁目     | ・大字岩瀬字御領、十枚内、十五日田 の各一部                                          |
| 御領       | 二丁目     | ・大字岩瀬字若宮、御領、十五日田 の各一部                                            |
| 御領       | 三丁目     | ・大字岩瀬字御領 の一部                                                              |
| 明日香     | 一丁目     | ・大字岩瀬字水道、十枚内 の各一部                                                    |
| 明日香     | 二丁目     | ・大字岩瀬字十枚内 の一部                                                            |
| 明日香     | 三丁目     | ・大字岩瀬字十枚内、代ノ下、宮田 の各一部                                            |
| 明日香     | 四丁目     | ・大字岩瀬字十枚内 の一部                                                            |
| 富士見台   | 一丁目     | ・大字岩瀬字十枚内、宮田、番匠免、代ノ下、成山 ・大字青柳字成山 の一部               |
| 富士見台   | 二丁目     | ・大字岩瀬字宮田、番匠免、本内 ・大字青柳字成山、本内、久保田、中畑ケ、向山 の各一部 |
| 富士見台   | 三丁目     | ・大字岩瀬字十枚内、宮田、番匠免 の各一部                                            |
| 富士見台   | 四丁目     | ・大字岩瀬字番匠免、本内 の各一部                                                    |

## 調整池

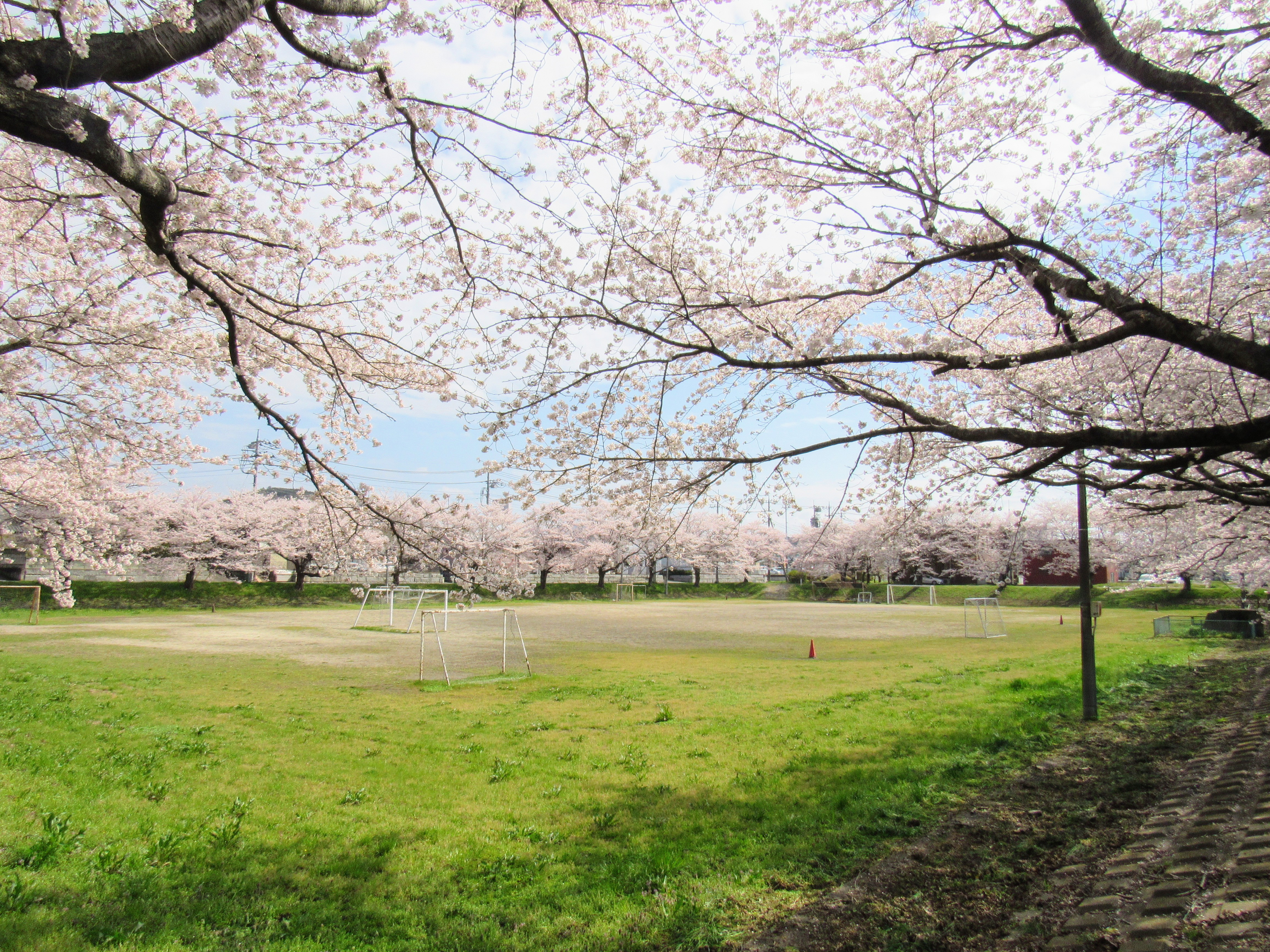
調整池B

当事業で調整池を2箇所、水田を利用したみなし調整池1箇所を整備した。調整池として位置づけられた水田は桜川と大川との合流点付近に位置しており、当該地域の下流にあるJR水戸線が流下能力のボトルネックとなっていることもあったため出水時には地域一帯が湛水する浸水常襲地域であった。この水田は市街化調整区域、農振農用地区域に指定されており、遊水機能は将来的に維持されると期待できる。湛水による米の減収が懸念されるため、排水用のコールゲート管を設置し出水後に湛水を速やかに解消する対策をしている。

## 石碑

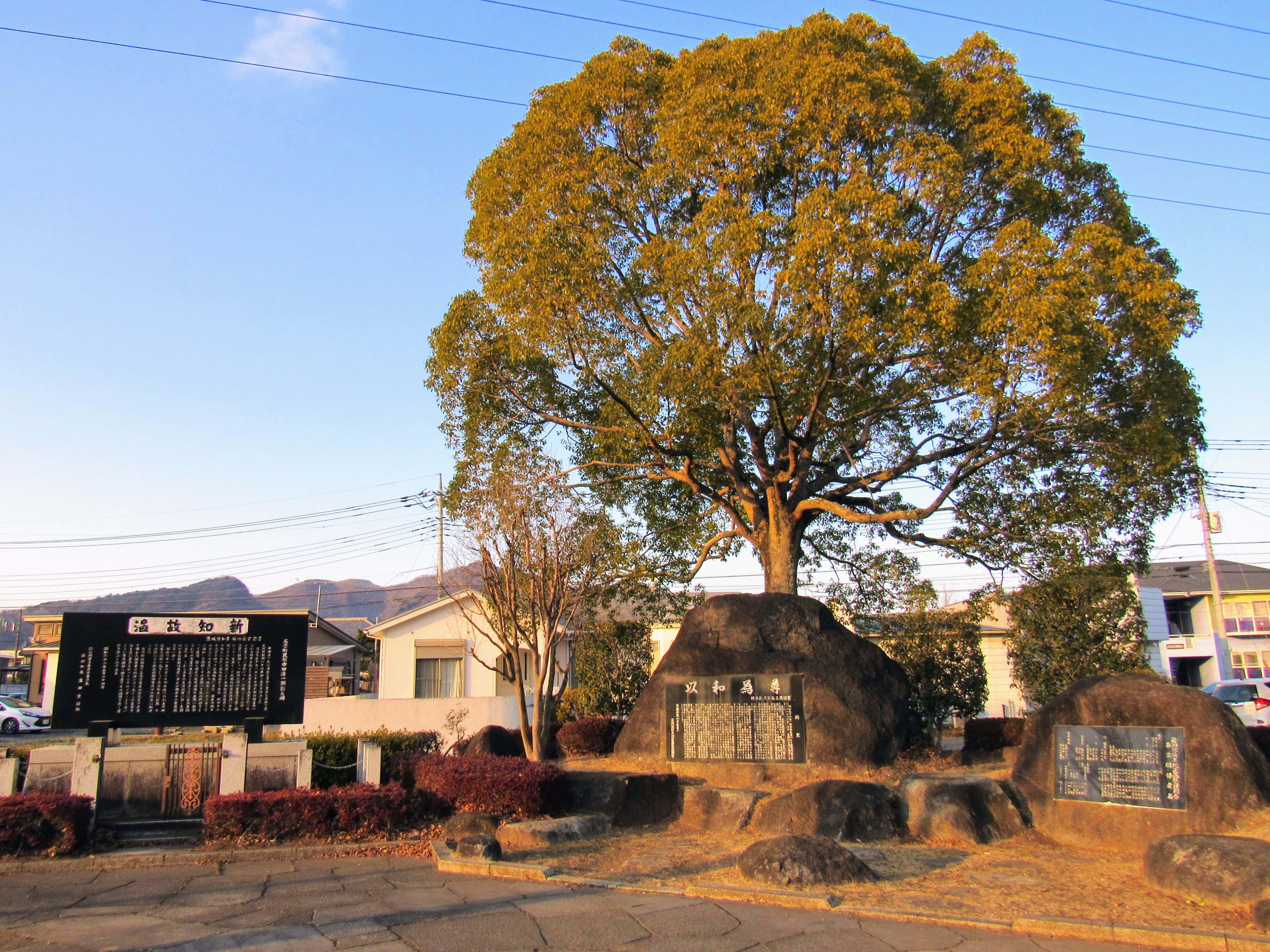
石碑群

明日香地区の明日香公園には、区画整理の完了を記念して石碑が建てられている。